# Betriebsvergleich
Ein Betriebsvergleich ist in der Betriebswirtschaftslehre, der Marktanalyse und der Marktforschung der Vergleich von Unternehmensdaten innerhalb eines Unternehmens oder zwischen mehreren Unternehmen innerhalb desselben Wirtschaftszweiges.

## Allgemeines
Diese Trennung von innerbetrieblichem und zwischenbetrieblichen Vergleich geht auf Albert Schnettler zurück. Der Betriebsvergleich ist eine „systematische Aufdeckung, Identifizierung, Klassifizierung und Interpretation von Gemeinsamkeiten und Unterschieden…“. Im Begriff „Betriebsvergleich“ wird „Betrieb“ im Sinne von „Unternehmen“, „Arbeitsstätte“, „Betriebsteil“, eventuell auch „Arbeitsplatz“ oder „Kostenstelle“ verstanden. Unternehmensdaten können technische Daten sein, meist aber sind es betriebswirtschaftliche Kennzahlen.

## Arten
Die Betriebsvergleiche können wie folgt gegliedert werden:

### Innerbetrieblicher Vergleich
Der innerbetriebliche Vergleich kann auf sämtliche Unternehmensdaten des Rechnungswesens zurückgreifen, es besteht mithin vollkommene Information, so dass Entscheidungen unter Sicherheit getroffen werden können. Zum betriebsinternen Vergleich gehören auch die Vergleiche verschiedener Kostenstellen oder Organisationseinheiten wie Abteilungen.

### Zwischenbetrieblicher Vergleich
Dem zwischenbetrieblichen Vergleich stehen lediglich die veröffentlichten Unternehmensdaten zur Verfügung, so dass eine unvollkommene Information vorliegt. Die Analyseziele können vielfältig sein. Dazu gehören insbesondere Cash-Flow, EBIT, Eigenkapitalquote, Gewinnmarge, Kapitalstruktur, Kostenstruktur, Marktanteil, Personalkostenquote, Vermögensstruktur, Verschuldungsgrad, Wettbewerbsfähigkeit oder wer Kostenführer, Marktführer, Qualitätsführer oder Technologieführer ist.
Verglichen werden können zwei oder mehr Unternehmen derselben Branche nach folgendem Schema (mit fiktiven Zahlen):
| betriebswirtschaftliche Kennzahl | Eigenes Unternehmen | Konkurrent 1 | Konkurrent 2 | Benchmark aller 3 Betriebe |
| -------------------------------- | ------------------- | ------------ | ------------ | -------------------------- |
| Eigenkapitalquote                | 35 %                | 40 %         | 42 %         | 39 %                       |
| Gewinnmarge                      | 6 %                 | 4 %          | 5 %          | 5 %                        |
| Marktanteil                      | 23 %                | 12 %         | 12 %         | 19 %                       |
| Personalkostenquote              | 60 %                | 63 %         | 65 %         | 63 %                       |

Hieraus ergibt sich, dass die Eigenkapitalquote des eigenen Unternehmens unterhalb des Durchschnitts aller drei Unternehmen (Benchmark) liegt und verbesserungsbedürftig ist. Dagegen schneidet das eigene Unternehmen bei den übrigen Kennzahlen günstiger ab als die Konkurrenz.
Zwischenbetriebliche Vergleiche müssen Unternehmen mit annähernd vergleichbarer Betriebsgröße auswählen, da ansonsten bestehende Größenvorteile oder Verbundeffekte das Vergleichsergebnis verzerren können. Ferner sollten Einprodukt- oder Mehrproduktunternehmen jeweils untereinander untersucht werden.

### Sonstige Arten
Unterschieden werden zudem:
- Horizontaler Betriebsvergleich ist ein innerbetrieblicher Vergleich in Form der Zeitreihenanalyse der Vorjahre.
- Der vertikale Betriebsvergleich erfolgt durch den Vergleich von Konkurrenzunternehmen und betrifft dasselbe Geschäftsjahr.

Auch bei der Außenprüfung durch die Finanzämter kann es im Rahmen der Schätzung der Besteuerungsgrundlagen (§ 162 AO) zu einem äußeren (entspricht dem zwischenbetrieblichen Vergleich) und inneren Betriebsvergleich (entspricht dem horizontalen Betriebsvergleich) kommen. Das Problem der unvollkommenen Information stellt sich hier nur eingeschränkt, da den Finanzbehörden auch unveröffentlichte Unternehmensdaten zur Verfügung stehen. Diese stammen insbesondere aus Außenprüfungen und werden vom Bundesministerium der Finanzen in regelmäßig veröffentlichten Richtsatzsammlungen zusammengefasst. Die in den Richtsätzen für die einzelnen Gewerbeklassen enthaltenen Rohgewinnaufschlagsätze werden häufig für Verprobungen und Nachkalkulationen von Umsätzen geprüfter Betriebe herangezogen. Die Erstellung der Richtsätze durch das Bundesministerium der Finanzen erfolgt aufgrund des Steuergeheimnisses nicht transparent und ist gegenwärtig (Stand 2023) Gegenstand eines Verfahrens vor dem Bundesgerichtshof.

## Geschichte
Der Betriebsvergleich hat in der Geschichte der deutschen Betriebswirtschaftslehre wie auch der deutschen Unternehmenspraxis eine traditionsreiche Rolle gespielt.
Ausgangspunkt waren die Zeitungen, die wie die Augsburger Allgemeine den Kapitalbedarf beim Börsengang der Eisenbahnunternehmen zum Anlass nahmen, die Daten deutscher Unternehmen insbesondere mit belgischen im monatlichen Turnus zu vergleichen. Der Wirtschaftsjournalist Ludwig Cohnstaedt führte vor 1882 zwischenbetriebliche Vergleiche in der Frankfurter Zeitung ein, die neben der Industrie auch Großbanken beinhalteten. Ab 1913 (seit 1924 regelmäßig) veröffentlichte der Hauptverband des Deutschen Einzelhandels statistische Kennzahlen, im selben Jahr auch der Verband Deutscher Maschinen- und Anlagenbau. Das Reichskuratorium für Wirtschaftlichkeit veröffentlichte ab 1928 „branchenmäßige Betriebsuntersuchungen“, im selben Jahr begann die „Forschungsstelle für den Handel“ mit systematischen Betriebsvergleichen im Handel. Ab 1930 begann das Handwerksinstitut in Karlsruhe für das Handwerk, ab 1936 der Deutsche Sparkassen- und Giroverband mit systematischen Betriebsvergleichen.
Das Statistische Bundesamt führte 1954 und 1958 Erhebungen zur Kostenstruktur verschiedener Unternehmen durch, die als Betriebsvergleiche anzusehen waren.

## Funktion und Nutzen
Betriebsvergleiche erfüllen mehrere Funktionen und können damit Nutzen in vielen Bereichen stiften:
- Lernfunktion: Durch die Feststellung von Gemeinsamkeiten und Verschiedenheiten hilft der Betriebsvergleich beim Auffinden von Schwachstellen und deren Ursachenanalyse.
- Motivationsfunktion: Durch Zielsetzungen und das Vergleichen mit diesen können abstrakte Unternehmensziele wie Liquidität, Rentabilität oder Kundendienst-Orientierung konkretisiert werden. Der konkrete Vergleich mit einem Vergleichsbetrieb kann so Wettkampfgeist wecken nach dem Motto „das schaffen wir auch“.
- Bewertungs- und Kontrollfunktion: Die Einordnung und Positionsbestimmung der wirtschaftlichen Situation des Unternehmens anhand von gewonnenen Maßstabs- und Normgrößen dient nicht nur der eigenen Existenzsicherung, sondern wird auch von betriebsexternen Stellen genutzt z. B. im Rahmen des Kreditrating der Hausbanken oder einer Kaufprüfung (Due Diligence) eines Investors.
- Wirkungsprognosefunktion: Durch die Analyse des Einflusses verschiedener Kenngrößen auf z. B. den Unternehmensgewinn anhand der Kennzahlenstruktur von Vergleichsbetrieben wird versucht, Gesetzmäßigkeiten abzuleiten, um die Erfolgsaussichten von z. B. Investitionen beurteilen zu können und damit Entscheidungsvorbereitungen zu ermöglichen.

Da diese Funktionen in ähnlicher Form durch das Controlling wahrgenommen werden, ist der Betriebsvergleich eine wichtige Controlling-Konzeption.

## Ziele
Als Ziele des Betriebsvergleichs werden allgemein angesehen:
- Marktpartnereffizienz: Das Streben nach Wirtschaftlichkeit ist auch bei Konkurrenten vorhanden und soll verhindern, dass ein Grenzanbieter letztlich vom Markt austritt. Die Marktpartnereffizienz gibt der Preispolitik Auskunft über die Preisobergrenze.
- Die Faktoreffizienz gibt Auskunft über die Art und Höhe der von Unternehmen benötigten Produktionsfaktoren. Sie gibt der Preispolitik Auskunft über die Preisuntergrenze.
- Die Margeneffizienz sucht nach Marktpreisen, die bei gegebenen Preisen die Umsatzerlöse einschließlich Gewinnmarge maximieren.

Die Margeneffizienz wird durch die Marktpartner- und Faktoreffizienz begrenzt.

## Träger und Anbieter von Betriebsvergleichen
Gegenüber den öffentlichen Stellen besteht eine Auskunftspflicht (Statistisches Bundesamt, Finanzbehörden), und die Ergebnisse werden anonymisiert und unentgeltlich veröffentlicht. Bei privaten Trägern können Betriebsvergleiche käuflich erworben werden, oftmals unter der Voraussetzung, dass eigene Daten in den Vergleich gemeldet werden, so bei der DATEV oder dem Institut für Handelsforschung in Köln. Viel Erfahrung mit Betriebsvergleichen im Handwerk hat die Landes-Gewerbeförderungsstelle des nordrhein-westfälischen Handwerks (LGH). Sie erarbeitet pro Jahr mehr als ein Dutzend dieser Analysen für einzelne Gewerke und hat bereits mehr als 550 von ihnen veröffentlicht.
In den Betriebsvergleich von Banken und Sparkassen gehen die finanzwirtschaftlichen Zahlen der Kreditnehmer ein, wobei diese Daten als bankinterne Statistiken zur Kreditwürdigkeitsprüfung anonymisiert werden.
Weitere private Träger von Betriebsvergleichen sind Verbände, Verbundgruppen (z. B. Einkaufskooperationen) oder Erfahrungsaustauschgruppen (ERFA-Gruppen), an denen ein Unternehmen als Mitglied teilnehmen kann oder muss (je nach Satzung des Trägers). Hier sind sowohl der Empfängerkreis der Auswertungen bekannt oder eingrenzbar und auch die meldenden Betriebe können innerhalb des Teilnehmerkreises bekannt und identifizierbar sein. Erstellt werden diese Vergleiche entweder hausintern oder von externen Dienstleistern.

## Wirtschaftliche Aspekte
Der Betriebsvergleich ist die sachgemäße Weiterentwicklung der Betriebsstatistik, die wiederum einen Teilbereich des Rechnungswesens darstellt. Der innerbetriebliche Vergleich kann zwischen einzelnen Organisationseinheiten erfolgen. Der zwischenbetriebliche Vergleich dient der Analyse der Konkurrenz, verhilft zu mehr Markttransparenz und wird oft mit einer SWOT-Analyse verbunden. Er ist entstanden aus der vergleichenden Statistik einzelner Unternehmensverbände. Das Ergebnis des Betriebsvergleichs sind Aussagen über den Vergleichszweck, der sich aus dem Analyseziel ergibt. Die Vergleichsergebnisse können Grundlage für konstitutive Entscheidungen sein, die zu betrieblichen Maßnahmen führen.
Regelmäßige Betriebsvergleiche gibt es vor allem in der Automobilindustrie, im Handel (Großhandel, Einzelhandel), in der Hotellerie, in Krankenhäusern, bei Kreditinstituten oder Versicherungsunternehmen. In der DDR gab es Betriebsvergleiche in der Industrie als Methode zur Aufdeckung und Ausnutzung von Reserven in der Produktion.
Als besondere Form des Betriebsvergleichs wird in der Betriebswirtschaftslehre das Benchmarking betrachtet, wobei sich die Analyse von den Produkten zu Vergleichen von Funktionen, Methoden und Prozessen in Unternehmen verlagert hat.

## International
Wegen der teilweise geringen Publizität beschränken sich internationale Betriebsvergleiche unter anderem auf Betriebsgrößen (Umsatzerlöse, Bilanzsummen, Geschäftsvolumen), Marktanteile (Marktführer, Weltmarktführer) oder Gewinne.